# Criterio di condensazione di Cauchy
In matematica, il criterio di condensazione di Cauchy è un criterio di convergenza per serie, che prende il nome da Augustin-Louis Cauchy. Afferma che, per una successione non negativa e non crescente {\displaystyle a_{n}}, la serie
{\displaystyle \sum _{n=1}^{\infty }a_{n}}
converge se e solo se converge la somma
{\displaystyle \sum _{n=0}^{\infty }2^{n}a_{2^{n}}}
ovvero queste due serie hanno lo stesso carattere. Se entrambe convergono, inoltre, vale la disuguaglianza
{\displaystyle \sum _{n=1}^{\infty }a_{n}\leq \sum _{n=0}^{\infty }2^{n}a_{2^{n}}\leq 2\sum _{n=1}^{\infty }a_{n}.}

## Dimostrazione
Sia {\displaystyle a_{n}} una successione non negativa e non crescente di numeri reali. La dimostrazione si basa sul raccogliere i termini della serie in gruppi di lunghezza {\displaystyle 2^{n}}, stimando poi ogni gruppo in modo da passare da una serie all'altra. Se la serie "condensata" converge, allora
{\displaystyle {\begin{aligned}\sum _{n=1}^{\infty }a_{n}&=a_{1}+a_{2}+a_{3}+a_{4}+a_{5}+a_{6}+a_{7}+\cdots +a_{2^{n}}+a_{2^{n}+1}+\cdots +a_{2^{n+1}-1}+\cdots \\&=a_{1}+\underbrace {a_{2}+a_{3}} _{\leq a_{2}+a_{2}}+\underbrace {a_{4}+a_{5}+a_{6}+a_{7}} _{\leq a_{4}+a_{4}+a_{4}+a_{4}}+\cdots +\underbrace {a_{2^{n}}+a_{2^{n}+1}+\cdots +a_{2^{n+1}-1}} _{\leq a_{2^{n}}+a_{2^{n}}+\cdots +a_{2^{n}}}+\cdots \\&\leq a_{1}+2a_{2}+4a_{4}+\cdots +2^{n}a_{2^{n}}+\cdots =\sum _{n=0}^{\infty }2^{n}a_{2^{n}}.\end{aligned}}}
e quindi converge anche la serie iniziale; è stato sfruttato in maniera essenziale il fatto che la successione è non crescente, e quindi, ogni volta che {\displaystyle n<m}, si ha {\displaystyle a_{n}>a_{m}} oppure {\displaystyle a_{n}=a_{m}}. In maniera simile, possiamo stimare la serie "condensata" come
{\displaystyle {\begin{aligned}\sum _{n=0}^{\infty }2^{n}a_{2^{n}}&=\underbrace {a_{1}+a_{2}} _{\leq a_{1}+a_{1}}+\underbrace {a_{2}+a_{4}+a_{4}+a_{4}} _{\leq a_{2}+a_{2}+a_{3}+a_{3}}+\cdots +\underbrace {a_{2^{n}}+a_{2^{n+1}}+\cdots +a_{2^{n+1}}} _{\leq a_{2^{n}}+a_{2^{n}}+a_{(2^{n}+1)}+a_{(2^{n}+1)}+\cdots +a_{(2^{n+1}-1)}}+\cdots \\&\leq a_{1}+a_{1}+a_{2}+a_{2}+a_{3}+a_{3}+\cdots +a_{n}+a_{n}+\cdots =2\sum _{n=1}^{\infty }a_{n}.\end{aligned}}}
e quindi se la serie iniziale converge, allora converge anche la serie "condensata". Attraverso la dimostrazione abbiamo ottenuto anche la stima
{\displaystyle \sum _{n=1}^{\infty }a_{n}\leq \sum _{n=0}^{\infty }2^{n}a_{2^{n}}\leq 2\sum _{n=1}^{\infty }a_{n}}.

## Generalizzazione
Una generalizzazione di questo criterio è stata trovata da Schlömilch: sia {\displaystyle \{a_{n}\}} una successione non crescente e positiva, e sia {\displaystyle \{u_{n}\}} una successione strettamente crescente di interi positivi tale che
{\displaystyle \exists K\in \mathbb {R} :|{\frac {u_{n+1}-u_{n}}{u_{n}-u_{n-1}}}|\leq K,}
ossia sia limitata. Allora la serie {\displaystyle \sum _{n=1}^{\infty }a_{n}} converge se e solo se converge
{\displaystyle \sum _{n=0}^{\infty }{\Delta u_{n}}a_{u_{n}}=\sum _{n=0}^{\infty }(u_{n+1}-u_{n})a_{u_{n}}}
Se prendiamo {\displaystyle u_{n}=2^{n}}, si ha {\displaystyle \Delta u_{n}=u_{n+1}-u_{n}=2^{n}},  riottenendo così il criterio di condensazione di Cauchy come caso particolare.
In generale notiamo che se prendiamo {\displaystyle u_{n}=k^{n}}, con {\displaystyle k>1}, allora {\displaystyle u_{n}} soddisfa le condizioni di cui sopra e si ha che {\displaystyle \sum _{n=1}^{\infty }a_{n}} converge se e solo se converge la serie {\displaystyle \sum _{n=0}^{\infty }k^{n}a_{k^{n}}}

## Uso
Il criterio è specialmente utile nel caso di serie in cui sono presenti dei logaritmi, che vengono "trasformati" attraverso la condensazione in serie armoniche generalizzate, che sono più semplici da trattare. Ad esempio, nel caso della serie
{\displaystyle \sum _{n=2}^{\infty }{\frac {1}{n(\ln n)^{a}(\ln \ln n)^{b}}}}
una prima applicazione del criterio fornisce la serie
{\displaystyle \sum _{n=1}^{\infty }{\frac {2^{n}}{2^{n}(\ln e^{n\ln 2})^{a}(\ln \ln e^{n\ln 2})^{b}}}=\sum _{n=1}^{\infty }{\frac {1}{n^{a}(\ln 2)^{a}(\ln n+\ln \ln 2)^{b}}}}
che converge per {\displaystyle a>1} e diverge per {\displaystyle a<1}; nel caso limite {\displaystyle a=1} un'ulteriore applicazione del criterio fornisce (a meno di una costante)
{\displaystyle \sum _{n=1}^{\infty }{\frac {1}{n^{b}}}}
che converge per {\displaystyle b>1} e diverge negli altri casi.